# Eilema iluopsis
Eilema iluopsis là một loài bướm đêm thuộc phân họ Arctiinae, họ Erebidae.